# 井口小夜子

井口小夜子

井口 小夜子（いぐち さよこ、1914年（大正3年）4月17日 - 2003年（平成15年）11月9日）は昭和期の歌手。東京市神田区出身。本名は田沼とみ子（旧姓:井口）。

## 経歴
生家は東京・神田の文具店。東京市立忍岡高等女学校1年生のときの音楽講師は四家文子だった。武蔵野音楽学校に進み、卒業の頃、大日本雄弁会講談社のレコード部（のちのキングレコード）の歌手募集に応募し、「赤城の子守唄」を歌って合格。専属歌手第1号となった。
童謡歌手として1935年（昭和10年）キングレコードより「ベゴニアの花」でデビュー。1939年（昭和14年）、武蔵野音楽学校本科声楽部を首席で卒業し、キングレコードより「乙女十八」で歌手デビュー。同年の10月発売の「出征兵士を送る歌」の吹き込みに参加。その後も、流行歌や軍国歌謡を吹き込む。一方、本名の井口とみ子の名でクラシック歌曲(ソプラノ)の舞台にも立った。キングレコードの音楽監督の助言により、ベルトラメリ能子の指導を受けた。
ラジオ体操の主題歌やラジオ歌謡の数々など、NHKラジオとSPレコード全盛時代を代表し、民放テレビの開局段階まで第一線で活躍した。
1944年に結婚し、神奈川県藤沢市に住む。1947年「みかんの花咲く丘」発売。戦後を代表する童謡となる。同年、自宅に「井口小夜子音楽研究所」を開設。また、子どもたちの音楽教室「キングさゆり会」で後進の育成に努めた。
1954年、NHKラジオ第1放送の連続放送劇「新諸国物語 紅孔雀」の主題歌「紅孔雀の歌」を歌い大ヒットした。
1992年に設立された藤沢市芸術文化振興財団（現在の公益財団法人藤沢市みらい創造財団）の評議員を務め、地元の芸術文化の振興にも終生貢献した。
2003年（平成15年）11月9日、急性心不全で死去。享年89。